# Ernesto Araneda Rocha
Ernesto Araneda Rocha (Río Claro, 5 de diciembre de 1897-Santiago de Chile, 1 de febrero de 1978) fue un político chileno, miembro de la Cámara de Diputados en los años 1950.  

## Biografía
Hijo de José Jervasio Araneda y Filomena Rocha, Ernesto Araneda Rocha se casó, apenas cumplidos los 22 años, con Blanca Ester Briones Mardones, en Collipulli, el 7 de diciembre de 1919. La pareja tuvo seis hijos, entre ellos Ernesto Araneda Briones, que llegaría a ser senador por el Partido Comunista.
A fines de los años 1920-principios de los 1930, se mudó con su familia a Santiago. Fue empleado de la Empresa de los Ferrocarriles del Estado y de la Caja de Crédito y Fomento Minero (1 de enero de 1947-28 de enero de 1953).
Interesado en la política, ingresó primero en el Partido Demócrata, del que llegó ser vicepresidente segundo en 1932. Como dirigente de esa organización, firmó, en su calidad de dirigente de esta, el primer manifiesto del Frente Popular, publicado el 20 de mayo de 1936, la víspera del mensaje presidencial de Arturo Alessandri Palma.
Después se pasó al Liberal Progresista, y en las elecciones parlamentarias de 1953, fue elegido, con el apoyo de los ibañistas, diputado por la Vigésima Agrupación Departamental Angol, Collipulli, Traiguén, Victoria y Curacautín, para el período 1953-1957. Miembro de la Comisión Permanente de Agricultura y Colonización, fue desaforado el 28 de octubre de 1954 por oponerse a la ejecución de la orden de traslado de un ciudadano en virtud de la declaración de estado de sitio.
En las siguientes elecciones legislativas decidió presentarse como candidato a senador del Partido Democrático (PD) por las provincias de provincia de Bío-Bío, Malleco y Cautín, la misma zona por la que debía competir su hijo Ernesto Araneda Briones como candidato a diputado. El PD, que era aliado de los comunistas en el Frente de Acción Popular (FRAP) consideraba que un padre y un hijo no podían ser candidatos en una misma región y presionaron para que Araneda Briones se bajara, cosa que al final sucedió. Pero, contrariamente a los que esperaba el PD, los comunistas prefirieron apoyar a Galvarino Palacios, candidato a senador del Partido Socialista que también formaba parte del FRAP, y Araneda Rocha resultó derrotado.